# Jokhang
Jokhang (tibetski: ཇོ་ཁང་, Jo-khang; kineski: 大昭寺, Dàzhāosì, što znači "Budin dom"), ranije poznat i kao Tsuklakang ("Dom vjerske znanosti" ili "Dom mira"), je kompleks građevina samostana nastalog oko istoimenog hrama na trgu Barkhoru u Lhasi (Tibet). Za većinu Tibetanaca on je najsvetiji hram na Tibetu. U neku ruku on je više-sektaški, ali danas ga kontrolira Gelug škola budizma. Njegova arhitektura je mješavina indijskog vihara stila, kineskog stila dinastije Tang i nepalskog dizajna. Zbog toga je samostan Jokhang, zajedno s drugim povijesnim spomenicima Lhase (Palača Potala i palača Norbulingka) upisan na UNESCO-ov popis mjesta svjetske baštine u Aziji i Oceaniji 1994. godine kao "lijepa i originalna arhitektura, velikog povijesnog i vjerskog značaja".

## Povijest
Prema povijesnim zapisima, izgradnja palače Potala započela je u vrijeme Songtsen Gampoa iz dinastije Thubet ili Tubo, u 7. stoljeću. Songtsen Gampo (vladao od oko 609. – 649.) odigrao je vrlo važnu ulogu u političkom, gospodarskom i kulturnom razvoju Tibeta, a također je i ohrabrio bliske veze sa središnjom Kinom. Ujedinio je Tibet i, zbog političkih i vojnih razloga, preselio glavni grad iz Lalonga u Lhasu, gdje je sagradio palaču na Crvenoj planini u središtu grada. Oženio je kraljevnu Tritsun (Bhrikuti) iz nepalske kraljevske kuće i princezu Wencheng iz kineske dinastije Tang. Hram je upravo nastao za njih dvije, koje su obje donijele važne budističke skulpture i slike iz Nepala i Kine, stoga i toliko arhitektonskih značajki iz njihovih rodnih država. Prema legendi, lokalitet hrama je odabran slučajno kada su kola, koja su nosila skulpturu Bude pod vodstvom kraljice Wen Cheng, zapela u mulju jezera Wotang. Lokalitet je prozvan "Zmajevom palačom" i 647. godine su udareni temelji hrama. Na njegovoj izgradnji djelovalo je i mnogo nepalskih umjetnika. Sedmi Dalaj Lama, koji je bio slabog zdravlja, je često boravio u hramu radi okrijepe.
Tijekom tibetskog razdoblja Bon, hram je nazvan "Dom vjerske znanosti" (Tsulag Khang), gdje je riječ tsuklak označavala znanosti kao što su: geomacija, astrologija i obožavanje, koje su tvorile pred-budističku šamansku vjeru Bon.
Hram je obnovljen u 11. stoljeću, a tijekom 13. stoljeća, nakon ujedinjenja Tibeta za dinastije Sakya, hram je nadograđen.

## Odlike
Samostan Jokhang se nalazi u samom središtu stare Lhase, a sastoji se od ulaznog trijema, dvorišta s Budinom dvoranom koja je sa sve četiri strane okružena zgradama s monaškim ćelijama i skladištima. Sve su građevine izgrađene od kamena i drva.
Na krovu se nalazi legendarna skulptura dva zlatna jelena oko Dharma kotača (Darmačakra, "Kotač zakona"). Unutrašnjost hrama je labirint mračnog ambijenta s kapelama posvećenim različitim bogovima i bodisatvama, osvijetljeni samo votivnim svijećama i gustim dimom tamjana. Od izvornnih indijskih i nepalskih elemenata iz 7. stoljeća sačuvane su drveni okvir vrata i stupovi s kapitelima, što je dokazano datiranjem ugljikom C12.
Obnova i dogradnja u 13. stoljeću je izvedena u kineskom stilu i samostanski hram danas ima oko 25.000 m². Hodočasnici kruže oko samostana tijekom svog hodočašća (kora), što je označeno s četiri velika kamena ložišta tamjana na kutovima kompleksa. Nakon kruženja, hodočasnici odlaze u Budinu dvoranu gdje je velika skulptura Bude, Jowo Shakyamuni, najsvetiji spomenik u Tibetu. Brojne ostale skulpture u kapelama su bile jako oštećene u Kulturnoj revoluciji.
Ispred hrama se nalazi drvored panjeva vrba, Jowo Utra ("Kosa Jowoa") koje je prema vjerovanju posadila sama kraljica Wen Cheng.

## Vanjske poveznice
- Jokhang hram  Arhivirana inačica izvorne stranice od 8. srpnja 2008. (Wayback Machine) (engl.)
- Fotografije hrama Jokhang
- Srebrni vrč Lhase iz Jokhanga (engl.)